# Trolejbusy w Moskwie
Trolejbusy w Moskwie (ros. Московский троллейбус) – zlikwidowana sieć trolejbusowa w Moskwie, do 2015 r. największa na świecie pod względem długości sieci zasilającej i liczby eksploatowanych pojazdów. Do 2019 r. największa pod względem liczby linii i trolejbusów w Rosji (w 2019 r. największą rosyjską siecią trolejbusową jest ta w Petersburgu). Otwarta 15 października 1933 r. była jedną z najstarszych sieci na świecie. Długość linii w końcowym czasie funkcjonowania wynosiła 445 km. W trzech zajezdniach stacjonowało 756 trolejbusów. Przewoźnikiem było przedsiębiorstwo Mosgortrans. Linie nr 202 i 203 obsługuje firma Chimkielektrotrans.
W 2019 r. sieć trolejbusowa znajdowała się w stanie trwającej likwidacji. Pierwsze plany ograniczenia komunikacji trolejbusowej sięgają października 2010 r. Po 2015 r., w ramach programów „Moja ulica” i „Magistrala”, zlikwidowano sieć trolejbusową w centrum Moskwy, przy czym część dawnych linii trolejbusowych zastąpiono autobusami. W 2019 r. firma Mosgortrans rozpoczęła demontaż istniejących jeszcze odcinków sieci zasilającej w centrum; zdemontowano również przewody zawieszone po wykonaniu remontów ulic, ale nigdy nie wykorzystane.
W latach 2018–2020 władze Moskwy planowały zakup kilkuset elektrobusów, które mają zastąpić część eksploatowanych trolejbusów (pozostałe trolejbusy miały zostać zastąpione autobusami na ropę naftową i gazowymi).
W nocy z 24 na 25 sierpnia 2020 trolejbusy ostatni raz wyjechały na ulice Moskwy. Tym zakończyła się 87-letnia historia trolejbusów. Linie trolejbusowe zostały zastąpione przez zwykłe autobusy i elektrobusy.

## Tabor
| Zdjęcie | Typ                   | Cechy pojazdu           |
| ------- | --------------------- | ----------------------- |
|         | Trolza-5265.00        | przewóz osób na wózkach |
|         | AKSM-321              | przewóz osób na wózkach |
|         | SWARZ-6235.00         | przewóz osób na wózkach |
|         | ZiU-682GM1            |                         |
|         | SWARZ-6235.01         | przewóz osób na wózkach |
|         | Trolza-5275.05        | przewóz osób na wózkach |
|         | MTRZ-52791            | przewóz osób na wózkach |
|         | SWARZ-MAZ-6275        | przewóz osób na wózkach |
|         | WMZ-5298.01 (WMZ-463) | przewóz osób na wózkach |
|         | WMZ-62151             | przewóz osób na wózkach |
|         | Trolza-6206           | przewóz osób na wózkach |
|         | WMZ-5298.01           | przewóz osób na wózkach |
|         | AKSM-20101            |                         |
|         | ZiU-682G-016.02       |                         |
|         | AKSM-333              | przewóz osób na wózkach |
|         | LiAZ-52802 (WZTM)     | przewóz osób na wózkach |
|         | SWARZ-6238EPM         | przewóz osób na wózkach |